# Lopholeucaspis limoniae
Lopholeucaspis limoniae är en insektsart som först beskrevs av Rutherford 1915.  Lopholeucaspis limoniae ingår i släktet Lopholeucaspis och familjen pansarsköldlöss.
Artens utbredningsområde är Sri Lanka. Inga underarter finns listade i Catalogue of Life.